# Muricella sayad
Muricella sayad is een zachte koraalsoort uit de familie Acanthogorgiidae. De koraalsoort komt uit het geslacht Muricella. Muricella sayad werd in 2000 voor het eerst wetenschappelijk beschreven door Grasshoff. 